# Одди (деревня)
Одди (исл. Oddi) — средневековый учебный центр на юге Исландии в Rangárvellir.
Веками Одди являлся центром влиятельной семьи Оддаверьяры (Oddaverjar). Наиболее известными главами этой семьи были Сэмунд Мудрый (1056—1133) и его внук Йон Лоптссон (1124—1197). Известный учёный Снорри Стурлусон (1178—1241) обучался в Одди у Йона Лоптссона. Эйрик Магнуссон в 1895 году предположил, что название Эдда происходит от Одди, что было опровергнуто Анатолием Либерманом